# Northern Rock
Northern Rock – brytyjski bank specjalizujący się głównie w udzielaniu kredytów hipotecznych.
Jest piątym bankiem pod względem wielkości  w Wielkiej Brytanii w tej kategorii działalności kredytowej. Z powodu kryzysu kredytów subprime w USA bank stanął na krawędzi bankructwa z powodu braku płynności finansowej. Uzyskał jednak pożyczkę i gwarancje wypłacalności od Banku Anglii. 22 lutego 2008 bank został znacjonalizowany przez rząd Wielkiej Brytanii. Jest również jednym z głównych sponsorów angielskiego klubu piłkarskiego Newcastle United F.C.

## Galeria

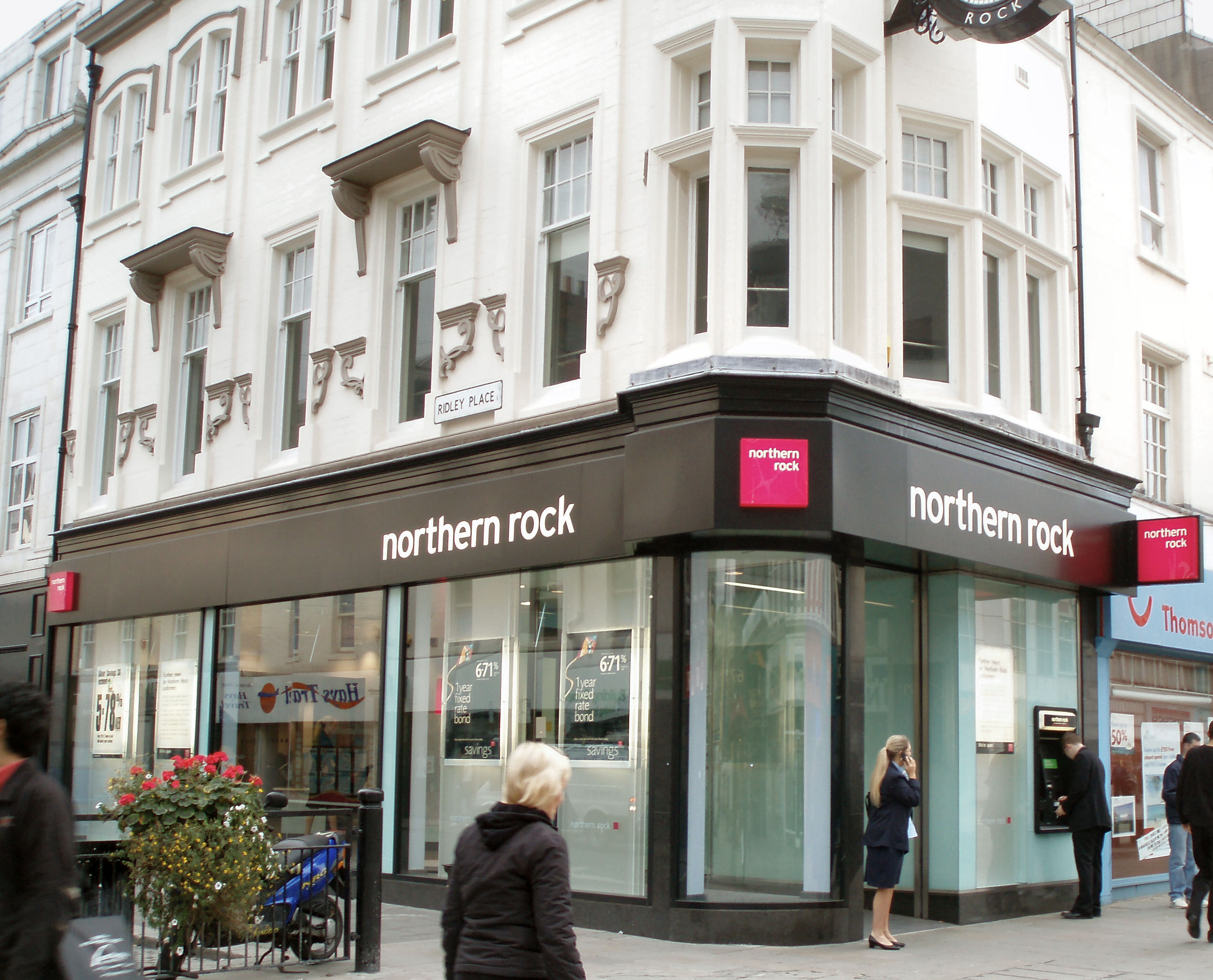
Northern Rock to bank hipoteczny potentat z aktywami 113 mld funtów. Oddział w Newcastle
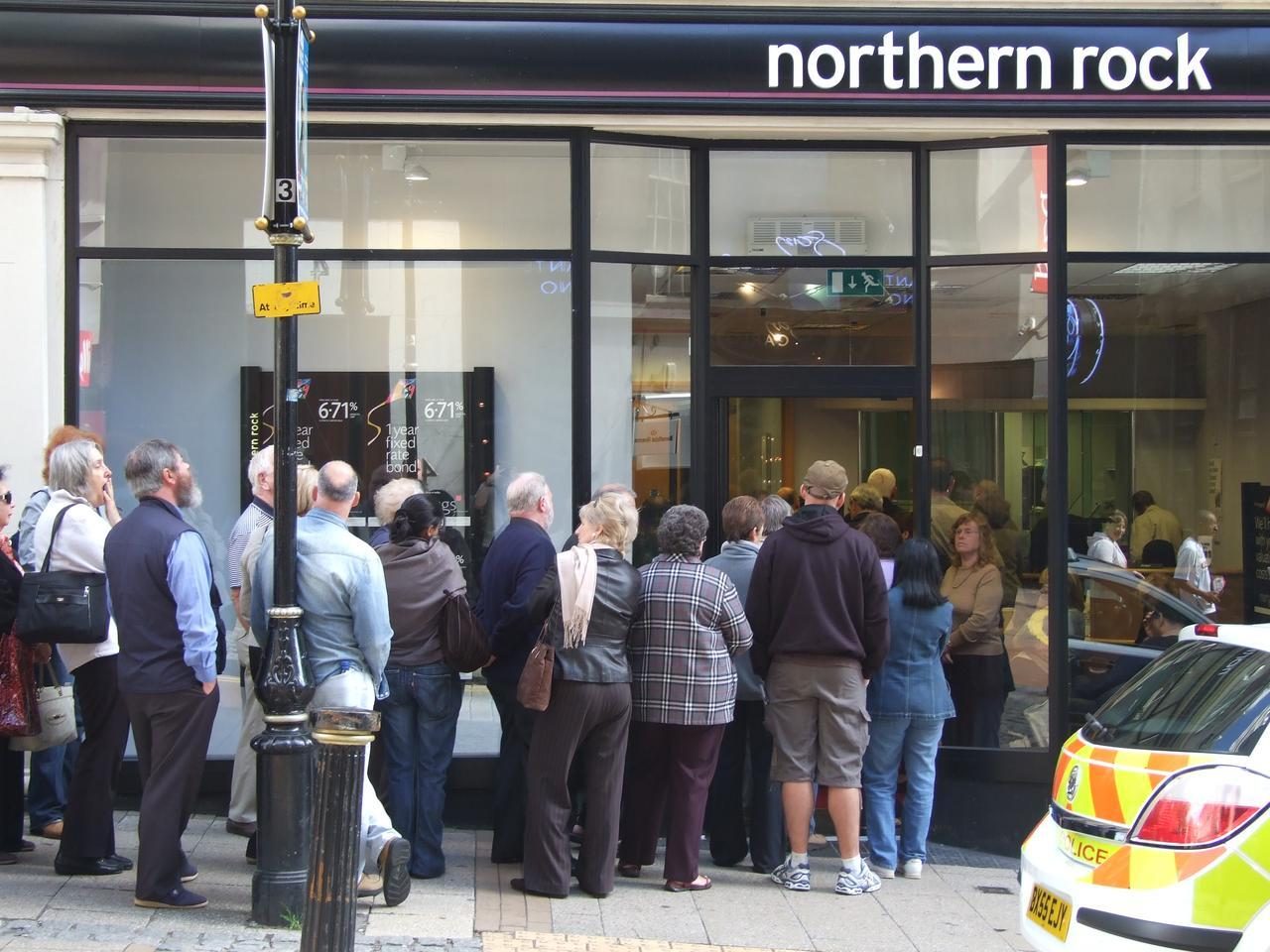
Bank centralny nie mógł mu pomóc dyskretnie, a gdy poinformował opinię publiczną o działaniach podjętych w celu ratowania Northern Rock z opresji, przed oddziałami banku ustawiły się kolejki spanikowanych klientów, co oczywiście tylko pogorszyło sytuację banku. Kolejka przed oddziałem banku w Birmingham w 2007
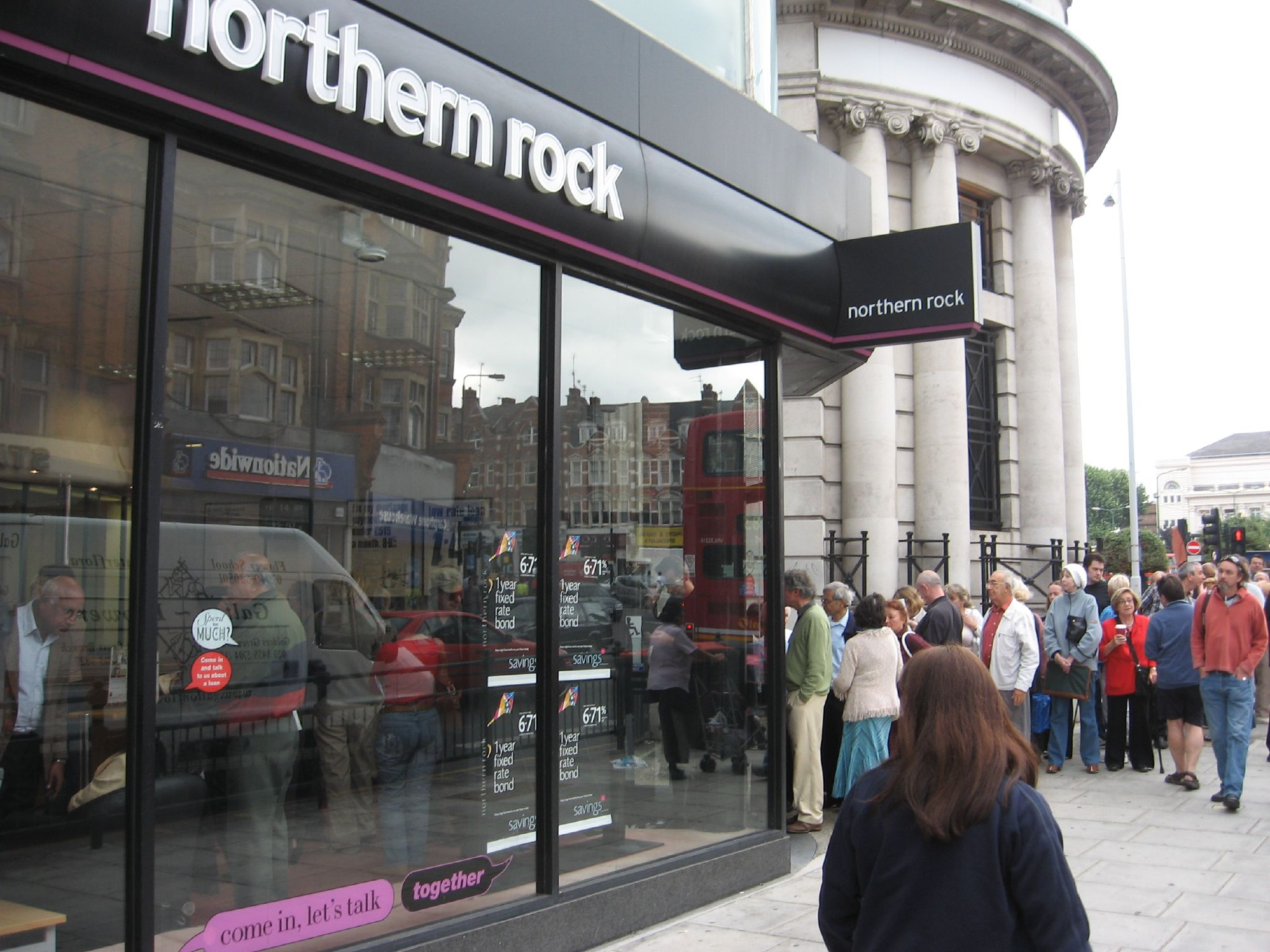
Northern Rock poważnie ucierpiał wskutek kryzysu na rynku nieruchomości w USA. Oddział w Londynie
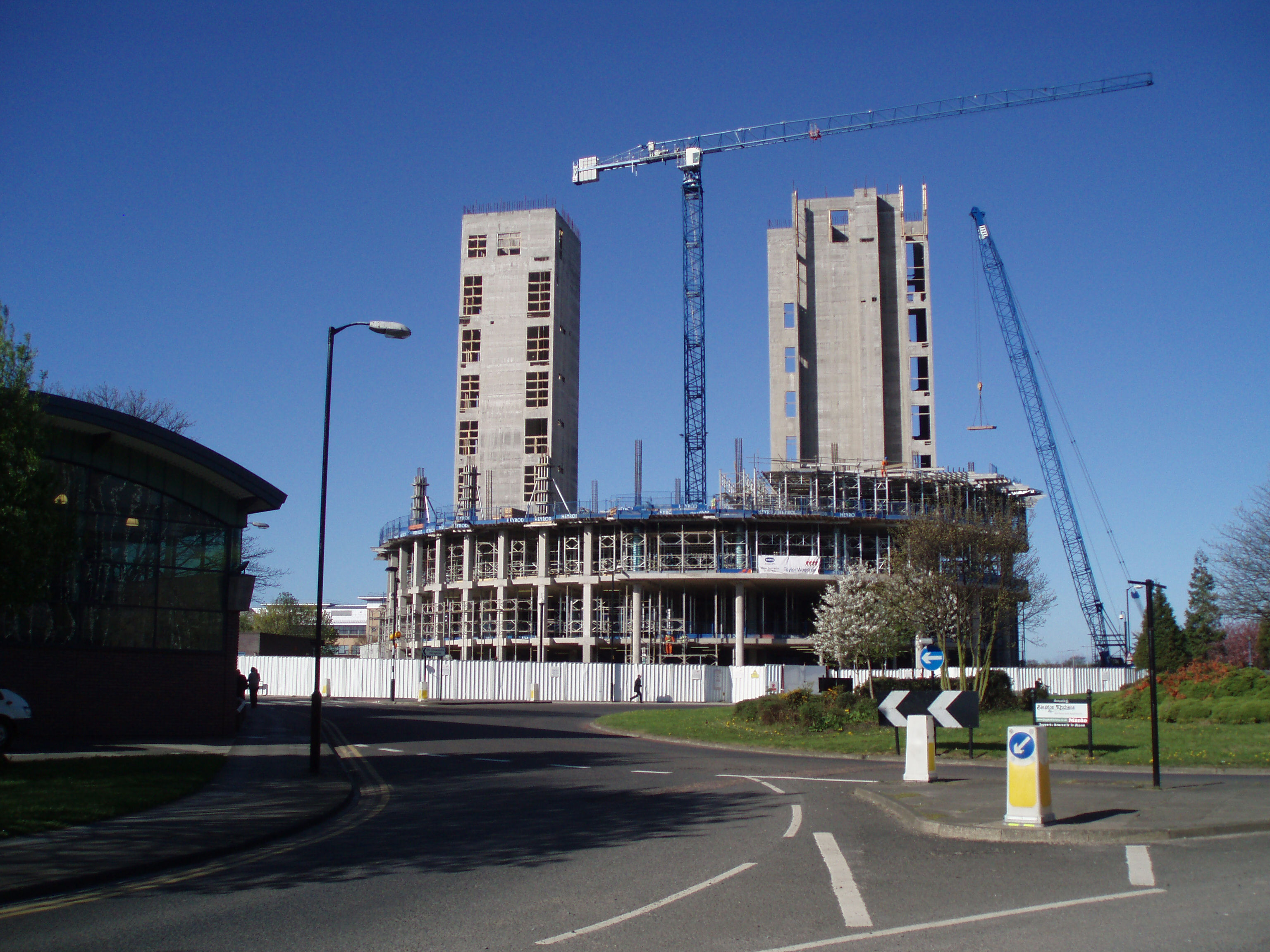
Northern Rock zatrudnia obecnie 6500 osób[4]. Budowa nowej siedziby kwiecień 2007